# Carrer Major (Vallirana)
El carrer Major és un carrer de Vallirana (Baix Llobregat). Funciona com a principal artèria i eix vertebrador del nucli urbà de la vila. Segueix el mateix traçat que la carretera N-340 al seu pas pel nucli urbà, entre els quilòmetres 1.235 (Hostal del Xipreret) i 1.237 (entrada al municipi venint de Cervelló).

## Descripció
Es tracta d'un carrer de traçat sinuós amb trams rectilinis, que travessa el nucli urbà d'est a sud-oest. Presenta una bona amplada i està disposat en pendent, amb un desnivell d'uns 65 metres entre l'inici i el final. En l'actualitat es barregen les construccions actuals (edificis plurifamiliars i establiments comercials) amb els edificis de caràcter més original. Aquests darrers segueixen una línia tipològica similar: majoritàriament són de planta rectangular amb pati posterior. Tenen les teulades a doble vessant i els careners paral·lels al carrer, i estan organitzats en planta baixa i pis, o bé dues plantes superiors, amb els paraments arrebossats. Tot i que alguns han estat reformats compten amb portals d'accés al pisos superiors i botigues a la planta baixa, i finestres i balcons decorats a les superiors. En general, aquests edificis foren bastits entre finals del segle XVIII i mitjans del segle XX. També cal destacar l'agrupació de cases d'estiueig de mitjans del segle xx, tant en el tram inicial com en final del vial. Dins del seu traçat hi ha diversos edificis destacables com l'Ajuntament, la Casa Pascual, de l'any 1840, la Casa Mestres o Can Cuatrecases entre d'altres.

## Història
L'origen del carrer es podria remuntar a l'època medieval i és probable que tingués un traçat similar a l'actual (està documentat el pas de Sant Francesc d'Assís per la vila l'any 1211, fent estada al Mas Vell del Lledoner). De fet, el castell de Cervelló controlava aquest traçat i la quadra de Vallirana, que en depenia. Durant el segle XVI (1599), la documentació parla d'un camí per anar de Barcelona a Vilafranca. Posteriorment, la primera xarxa de carreteres radials d'Espanya ja incloïa l'actual N-340 l'any 1761. El primer tram construït fou el de Barcelona a Vilafranca, fet per enginyers militars. Una ordre de Carles III la va donar a conèixer com a "Carretera de Catalunya". El tram que afectaria el carrer Major actual, entre Cervelló i can Julià, fou bastit l'any 1772. Les primeres cases a banda i banda foren construïdes l'any 1776. Durant el segle XIX es podia edificar amb una amplada de 16 metres, tot i que després fou reduïda. L'any 1880, el tram entre Cervelló i el carrer de la Riera era conegut com "Calle Nueva" i la resta era el Carrer de Barcelona. L'any 1898 s'hi instal·laren els fanals d'acetilè (encara se'n pot veure un a la façana lateral de l'ajuntament). A principis dels anys 20 del segle xx, el paviment del carrer fou engravat. L'any 1917, en un plànol del nucli urbà, el carrer apareix mencionat com "Calle Nueva", "Calle Mayor", Carrer de Barcelona i Carrer Rocabert. Des del 1931 i fins a la guerra Civil era coneguda com Avinguda de València i després "Mayor del Generalísimo" fins al nom actual. La gran transformació urbanística del carrer s'inicia entre els anys 1950-51. Es construeixen rasants i voreres, es compacten els terrenys i es pavimenta amb quitrà. S'aprofita també per construïr una nova xarxa de clavegueram i s'inclouen 220 parterres enjardinats (l'any 1962 es va rebre el premi nacional Conde de Guadalhorce per aquest motiu) que foren retirats a partir de l'any 1972 per deixar lloc pels cotxes.

### Variant de Vallirana
A finals del segle xx, degut a l'increment del trànsit rodat (en especial camions que van a les pedreres), la seguretat del traçat i la qualitat de vida de la gent va crear la necessitat de construcció d'una variant que desviés el trànsit del nucli urbà. Després de nombroses manifestacions dels veïns, el Ministri d'Obres Públiques i Urbanisme va començar a construir la variant fins a Cervelló l'any 2000 i el 2004 es va col·locar la primera pedra de la variant de Vallirana. Però les obres van estar aturades des del 2005 fins al 2009. El 2011 novament es van aturar les obres, que no es van reprendre fins al 2014, després de moltes manifestacions, peticions de l'Ajuntament de Vallirana i de la Generalitat de Catalunya, i de l'atropellament mortal d'un home al carrer Major. Finalment, la variant es va obrir a la circulació el 5 de novembre del 2019.

## Edificis destacats
Diversos edificis d'aquest carrer estan inclosos de manera individual en l'Inventari del Patrimoni Arquitectònic de Catalunya. Molts d'ells, però, han estat enderrocats.

### Habitatge al carrer Major, 166
Enderrocat. L'Habitatge al carrer Major, 166 era una obra del municipi de Vallirana (Baix Llobregat) inclosa en l'Inventari del Patrimoni Arquitectònic de Catalunya. Era una casa d'un pis, amb coberta a dues vessants, acabada en terrat i que presentava la façana arrebossada de colors blanc i crema. Al primer pis el balcó era centrat per dues finestres. Presentaven unit el guardapols arrebossat que formaven una mena d'arquet cec apuntat entre el balcó i cada finestra. Entre el terrat i el primer pis hi havia tres ulls de bou amb motiu central vegetal que centren la porta del balcó i les finestres del primer pis. Era una casa feta dins el primer quart del segle xx.

### Habitatge al carrer Major, 167
Enderrocat. L'Habitatge al carrer Major, 167 era una obra del municipi de Vallirana (Baix Llobregat) inclosa en l'Inventari del Patrimoni Arquitectònic de Catalunya. Presentava un acabat de façana simulant encoixinat. Llindes i muntants de porta i finestres amb pedra picada. El llindar de les finestres tenia un ornament geomètric en relleu, d'igual temàtica que el de les mènsules de la cornisa. La barana presentava un ornament de claustra de pedra artificial i acabat ceràmic. Les reixes eren de bona forja.

### Habitatge del carrer Major, 168
Enderrocat. L'Habitatge del carrer Major, 168 era una obra del municipi de Vallirana (Baix Llobregat) inclosa en l'Inventari del Patrimoni Arquitectònic de Catalunya. La casa de planta baixa i que presentava una doble porta i una finestra emmarcades, a la part superior, per rajoles de colors i acabant, a cada costat amb un cap de lleó de ceràmica vidriada de color verd. Sota la finestra hi havia, seguint, el guardapols, una línia ornamental feta amb trossos de rajola de diferents colors. La barana del terrat era formada per cercles que tanquen motius florals. Primer quart del segle xx o finals segle xix.

### Habitatge al carrer Major, 297
L'Habitatge al carrer Major, 297 és una obra del municipi de Vallirana (Baix Llobregat) inclosa en l'Inventari del Patrimoni Arquitectònic de Catalunya. La planta baixa presenta estucat simulant paredat comú. Es pot observar una greca amb dibuix repetitiu de filigrana, flors i línies rectes, en relleu i pintat. Aquesta mateixa ornamentació, en aplacat ceràmic, era disposada entre els buits de la planta superior. Hi ha un conjunt d'obertures geminades per pilastres embegudes i carteles. Presenta un balcó de ferro forjat de bon disseny, amb composició ornamental a la llinda del buit balconer que es repeteix als muntants de les persianes de llibret.

### Habitatge del carrer Major, 311
L'Habitatge del carrer Major, 311 és una obra del municipi de Vallirana (Baix Llobregat) inclosa en l'Inventari del Patrimoni Arquitectònic de Catalunya. Hi ha muntants i llindes a les obertures del primer i segon pis, amb petits relleus de fullam que es repeteixen entre les motllures que emmarquen les obertures de façana. El coronament de l'edifici es basa en una cornisa discontínua corba i d'obra vista, tant a la façana sud com a la nord. A la part baixa de la façana nord-oest hi ha un cos sobresortit amb terrat i barana de balustres (restes del primitiu edifici).
Aquest edifici, anomenat Casa dels Jubilats, va construir-se a mitjans del segle xix. Restes del mateix són el cos sobresortit a nord-oest i la balustrada que hi ha a continuació de la façana sud (corresponia a la tanca del jardí). A principis del segle xx fou reconstruïda, es canvia l'estructura interna i bona part de l'exterior, així com la composició de la façana principal.

### Habitatge del carrer Major, 313
L'Habitatge del carrer Major, 313 és un edifici de Vallirana (Baix Llobregat) inclòs a l'Inventari del Patrimoni Arquitectònic de Catalunya. A la planta baixa hi ha obertures de mig punt, ornamentació simulant aparell romà i carreus picats a les arestes. El coronament es realitza per una cornisa cintrada, de ceràmica vermellosa, botons amb ornament de fullam i dues petites obertures a manera de gelosia amb reixat.

### Habitatge del carrer Major, 349
L'Habitatge del carrer Major, 349 és una obra del municipi de Vallirana (Baix Llobregat) inclosa en l'Inventari del Patrimoni Arquitectònic de Catalunya. Presenta composició ornamental en els dos pisos, que també tenia continuïtat a la barana cega del terrat (ja refeta dues vegades). Entre els dos pisos i entre les mènsules de sota la cornisa hi ha una greca amb motiu repetitiu de filigrana.

### Habitatges al carrer Major, 355-357
Els habitatges del Carrer Major, 355-357 de Vallirana (Baix Llobregat) són inclosos a l'Inventari del Patrimoni Arquitectònic de Catalunya. Al primer i segon pis, hi ha combinació d'obra vista i obertures de llinda emmarcades per pedra artificial. Hi ha esgrafiats sota la cornisa i els balcons del segon pis, amb ornament floral, filigrana i de petits animals en relleu. Mènsules dels balcons i cornisa amb idèntica temàtica en els seus modillons que les baranes de forja. Balustrada amb balustres ceràmics de colors groc i verd.

### Habitatge del Carrer Major, 367
Enderrocat. L'Habitatge del Carrer Major, 367 era una obra del municipi de Vallirana (Baix Llobregat) inclosa en l'Inventari del Patrimoni Arquitectònic de Catalunya. Casa de planta baixa i dos pisos, interessant pels elements ornamentals, bàsicament concentrats a les portes i finestres. A la planta baixa hi havia dues portes. Al primer pis hi havia dues finestres cegues que centraven un balcó, amb barana de balustres, de tres portes. La part superior d'aquestes, així com la de les finestres tapiades era coronada i centrada per un medalló que encercla un cap de nen. Al segon pis hi havia cinc finestres balconeres d'arc de mig punt, amb barana, i emmarcades per pilastres jòniques que enllaçaven amb les mènsules de sota la cornisa. La façana era acabada en una barana. Segona meitat del segle xix.

### Habitatge del carrer Major, 400
Enderrocat L'Habitatge del carrer Major, 400 era una obra del municipi de Vallirana (Baix Llobregat) inclosa en l'Inventari del Patrimoni Arquitectònic de Catalunya. Conservava restes d'esgrafiats, molt desadobats, a la primera planta i entre les lletres del rètol "Gran Café y Salón Vallebalenc". S'observava una sèrie de dentellons. A la cornisa hi havia una balustrada de dibuix continuat amb ceràmica de color verdós. Presentava ornamentació de filigrana (entre les formes corbes) a les baranes de ferro forjat dels balcons.

### Habitatge al carrer Major, 492
Enderrocat. L'Habitatge al Carrer Major, 492 era una obra del municipi de Vallirana (Baix Llobregat) inclosa en l'Inventari del Patrimoni Arquitectònic de Catalunya. Era una casa interessant només a nivell de façana. Una paret presentava porta i finestra amb guardapols resseguint l'arc rebaixat i rajoles de color blau marí i un acabament de façana ondulant que presentava cinc finestretes formant arc apuntat i diferents sanefes de rajoles en aquest sector. Al costat, hi havia un mur acabat en set petites torretes a dues vessants i forma pati lateral amb la casa del costat (de fet pot ser la mateixa casa). Datava de primer quart de segle xx.

### Habitatge del carrer Major, 502
L'Habitatge del carrer Major, 502 és una obra de Vallirana (Baix Llobregat) inclosa a l'Inventari del Patrimoni Arquitectònic de Catalunya. Edifici cantoner amb jardí al sud-oest i de planta rectangular. És de planta baixa, dos pisos i terrat. És de composició simètrica a partir dels buits de la façana. Tots els buits de la façana (arc de mig punt, allindats, ulls de bou) tenen ornamentació d'obra vista, igual que les línies ondulades que, a manera de frontó, coronen l'edifici. Ornament de forja al balcó, reixes i porta. Restes d'aplacat ceràmic a la tanca del carrer.

### Habitatge del carrer Major, 558
Enderrocat. L'Habitatge del carrer Major, 558 era una obra del municipi de Vallirana (Baix Llobregat) inclosa en l'Inventari del Patrimoni Arquitectònic de Catalunya. Edifici en cantonada i de planta rectangular. Era de planta baixa, pis, terrat, i un cos a sud-oest de planta baixa i terrat. Composició simètrica a partir dels buits de la façana principal i de les altres tres. Presentava muntants, dintells, arestes ornades amb obra vista. Coronament de l'edifici amb frontó de formes arrodonides amb ceràmica granat, aquesta composició es donava a les quatre façanes de l'edifici, d'igual ceràmica era la balustre del cos de menys altura.

Galeria d'imatges
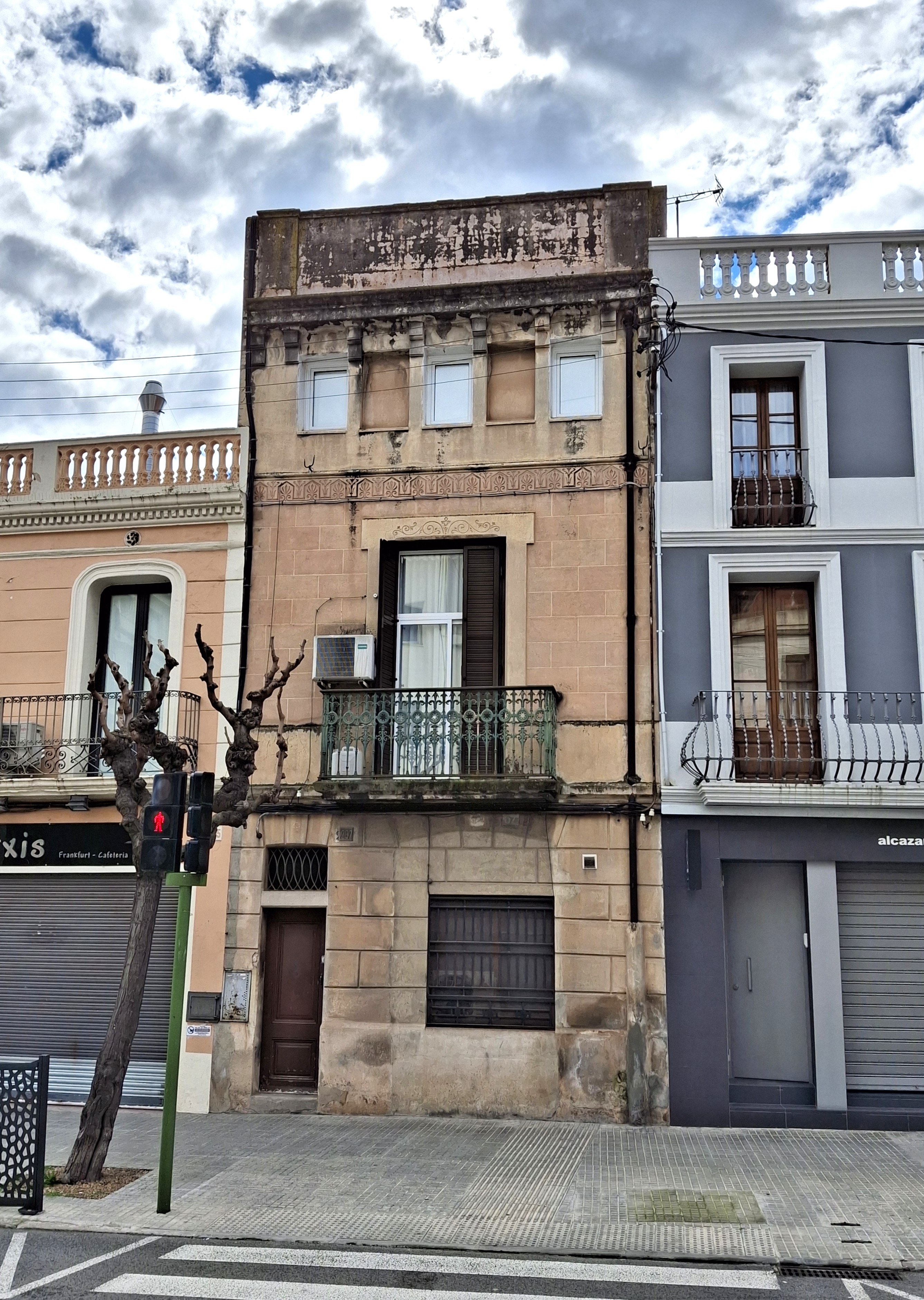
Carrer Major, 297
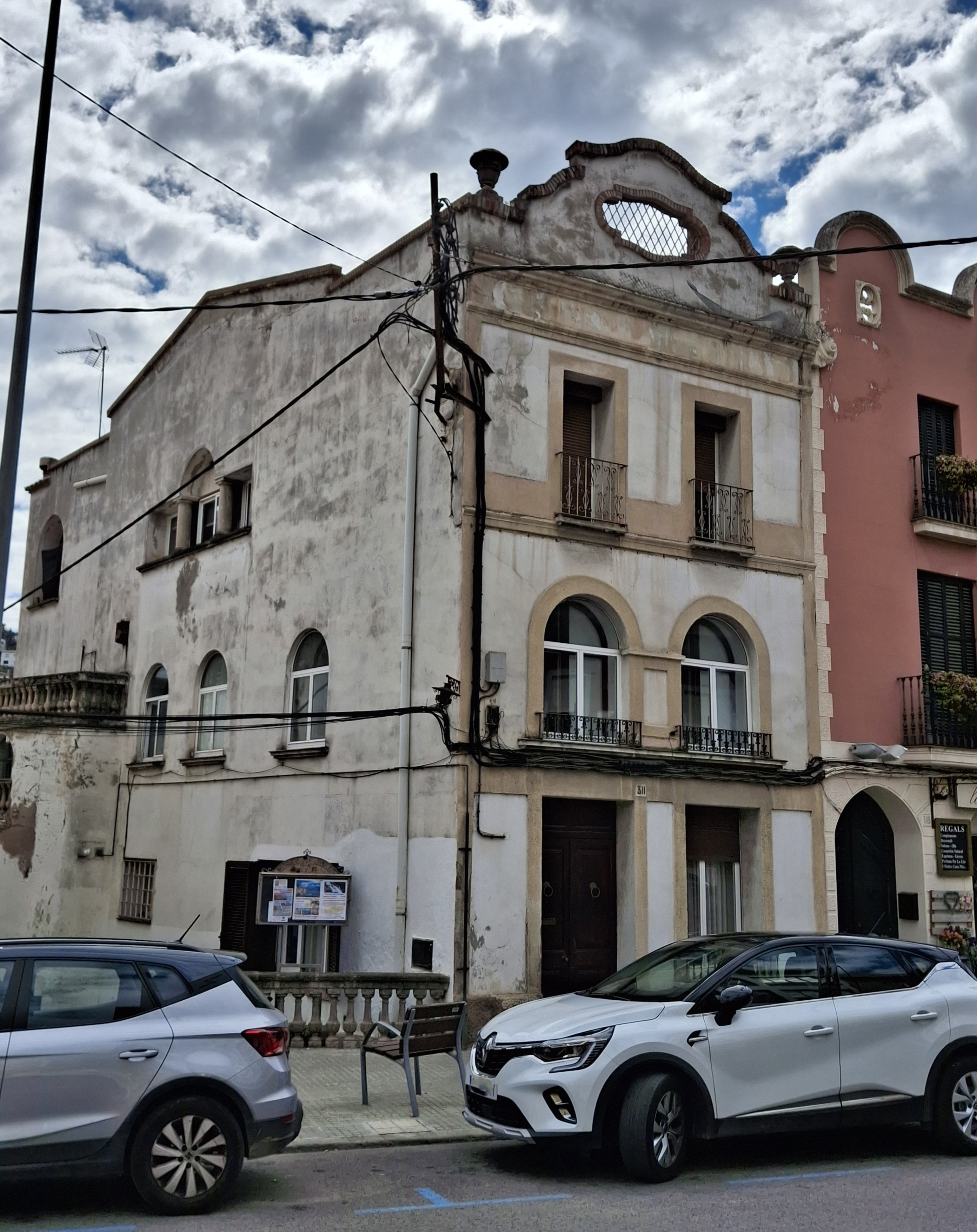
Carrer Major, 311
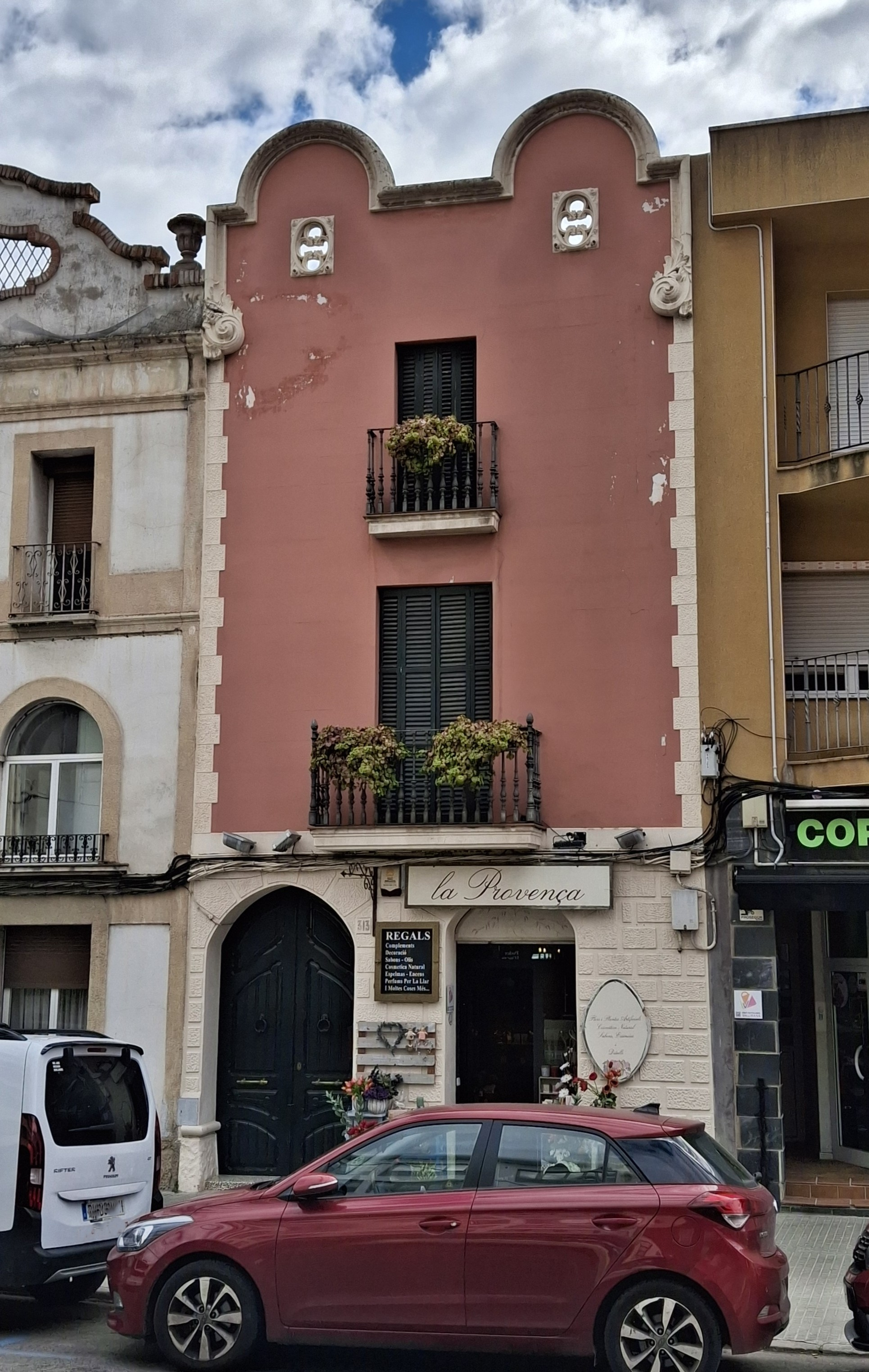
Carrer Major, 313
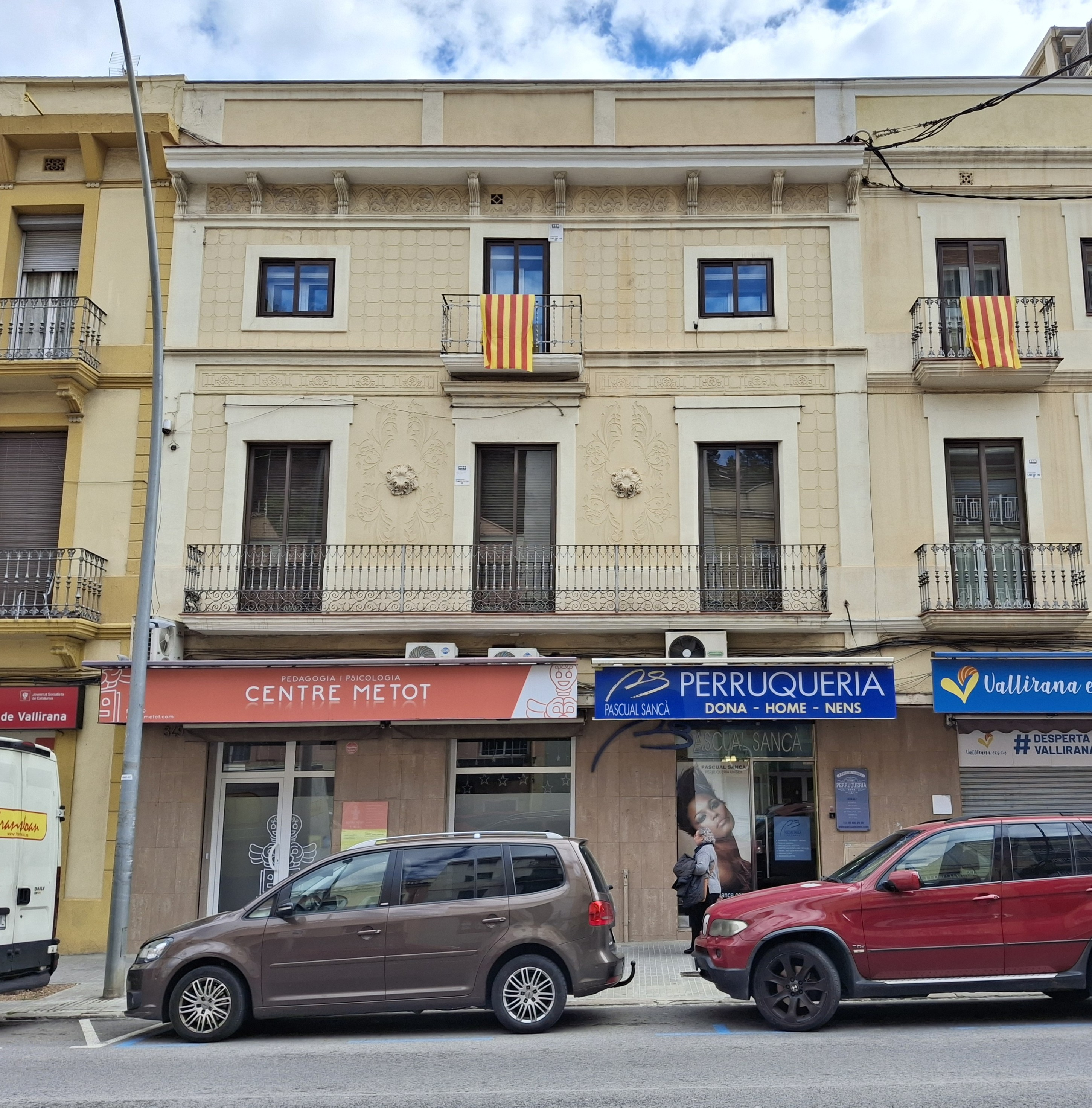
Carrer Major, 349
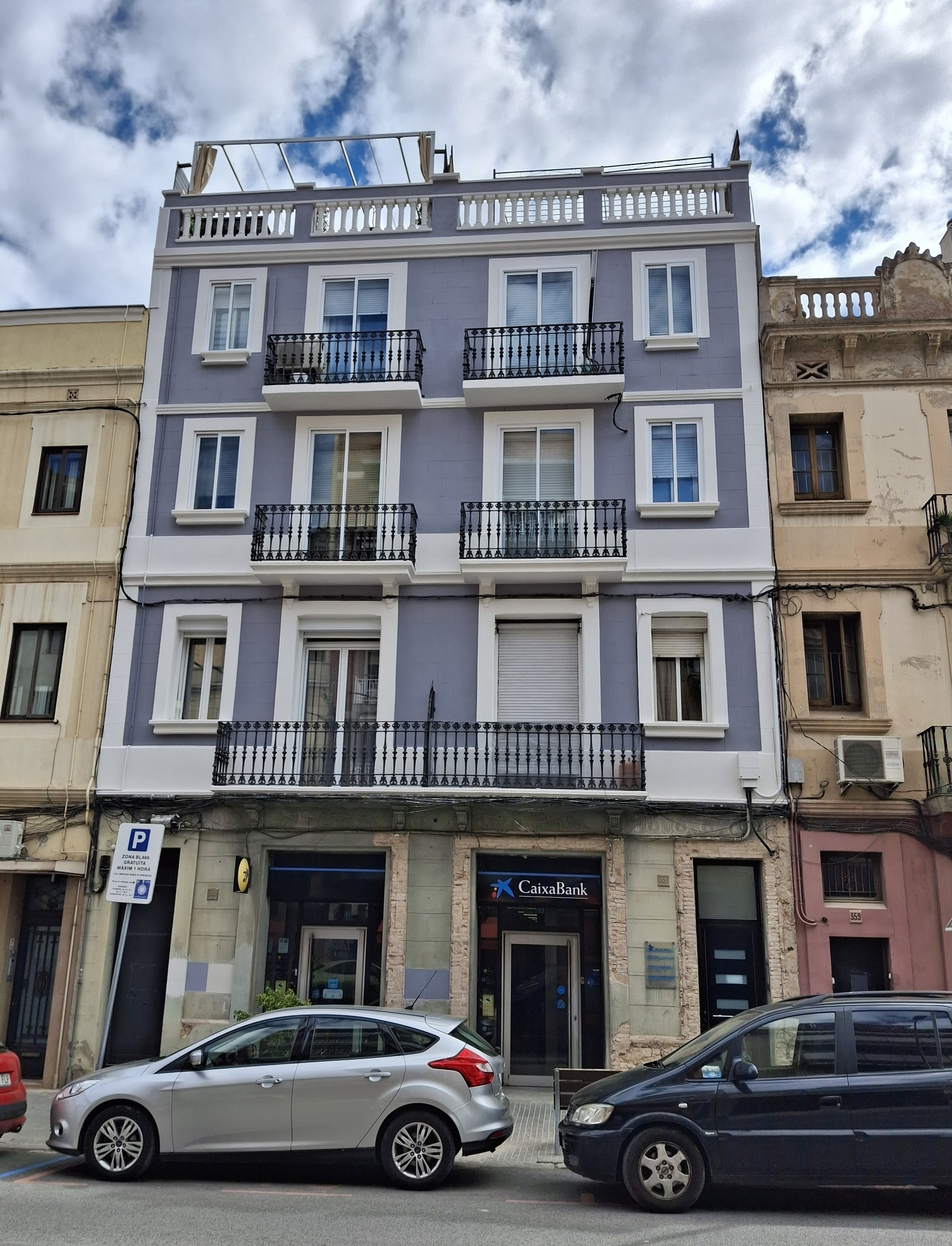
Carrer Major, 355
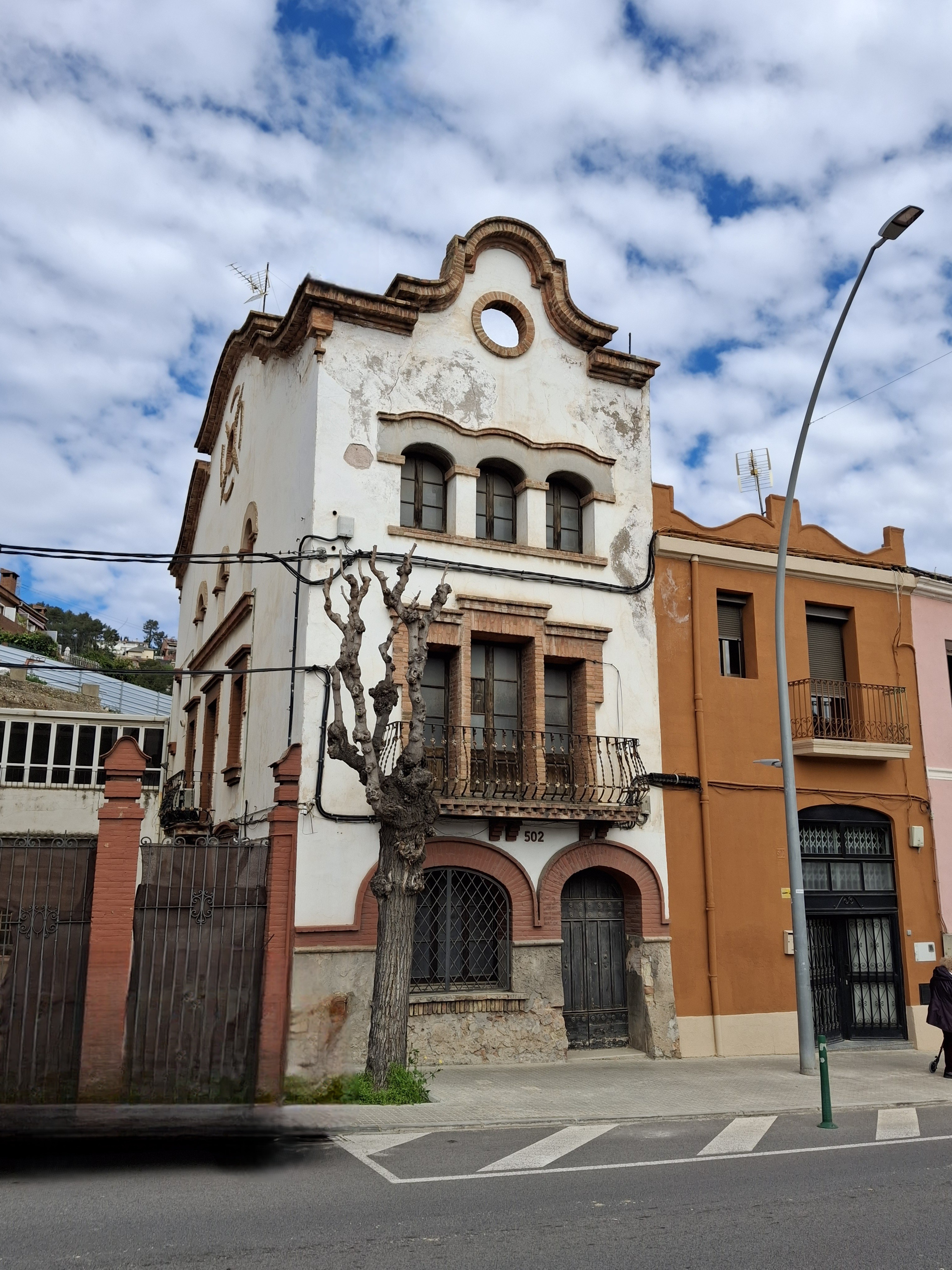
Carrer Major, 502